# Crystal Lake (Illinois)
Crystal Lake è un comune degli Stati Uniti d'America, situato in Illinois, nella contea di McHenry.